# Telgruc-sur-Mer
Telgruc-sur-Mer (bret. Terrug) – miejscowość i gmina we Francji, w regionie Bretania, w departamencie Finistère.
Według danych na rok 1990 gminę zamieszkiwało 1811 osób, a gęstość zaludnienia wynosiła 64 osoby/km² (wśród 1269 gmin Bretanii Telgruc-sur-Mer plasuje się na 348. miejscu pod względem liczby ludności, natomiast pod względem powierzchni na miejscu 308.).